# Спуско-підіймальні операції на свердловинах

Схема виконання операцій комплексом механізмів АСП: 1 — механізм захоплення свічок; 2 — механізм розстановки свічок; 3 — талевий блок; 4 — автоматичний елеватор; 5 — пневматичний ключ; 6 — свічник; 7 — свічка.

Спуско-підіймальні операції (на свердловинах) (рос. спуско-подъемные операции; англ. lowering-lifting operations, нім. Ein- und Ausbauarbeiten f pl, Roundtrip m) — при бурінні — технологічні операції з опускання і піднімання колони труб (бурильних, технологічних тощо), які здійснюються під час буріння свердловин, виконання капітального і підземного ремонту.

## Загальний опис
Щоб прискорити виконання ремонтних робіт та досягнути чіткої організації праці, роботи з піднімання i опускання насосно-компресорних труб (НКТ) та насосних штанг рекомендується здійснювати згідно з інструктивними картами організації праці бригади підземного ремонту. Підготовлені до опускання чи підняті зі свердловини труби в основному складають штабелем на помості. Між окремими рядами труб підкладають дерев'яні прокладки, які дають змогу легко підкотити трубу. На один кінець кожної труби накручено муфту. Цими кінцями труби складено до свердловини. Колону насосно-компресорних труб переважно опускають шляхом нарощування її по одній трубі. Кожна спуско-піднімальна операція (СПО) охоплює ряд прийомів, набір яких залежить від технології опускання і піднімання, засобів механізації та автоматизації, що застосовуються під час виконання цих операцій, а також від типу свердловинного насоса. Піднімання НКТ починають тільки після перевірки з допомогою індикатора ваги чи не прихоплено труби. Індикатор ваги встановлюють на мертвому кінці талевого канату.
Спуско-піднімальні операції здійснюються з допомогою одного з таких наборів інструментів: а) автомата АПР; б) двох елеваторів i ручних трубних ключів; в) спайдера, елеватора i ручних ключів; г) агрегату А-50 i гідроротора. Кожному набору інструментів відповідає певна технологія виконання СПО.
Система спуску-піднімання інструменту. Система спуску-піднімання інструменту складається із двох основних компонентів — бурової вежі і лебідки. При бурінні вежу можна розглядати, як підіймальний кран, у функції якого входить піднімання і спуск труб в свердловину. При витягуванні із свердловини бурильна колона піднімається до вежі вверх, часто на висоту 27 м (3 ланки бурової труби).
В багатьох випадках маневрування бурильною колоною в середині вежі здійснюється в ручну, а на сучасних вежах уже є автоматизоване обладнання або системи дистанційного управління, які дозволяють полегшити цю роботу. Висота вежі перевищує 40 м.
Лебідка перетворює енергію і створює необхідну силу для підтягування труб. Електромотори приводять в дію барабан із стальним тросом великого діаметру, протягнутим через шківи спочатку вверх до вершини вежі, а потім вниз до рухомого блоку. Вантаж підвішується під рухомим блоком.
Недавно появилась нова конструкція піднімального обладнання для бурових веж. Вона заснована на використанні гідравлічних циліндрів для піднімання і спуску в свердловину бурильної колони і інших труб. При цьому відпадає необхідність в потужній вежі, оскільки вантаж піднімається і опускається при допомозі гідравлічних циліндрів. Використання гідравлічної системи дозволить значно знизити загальну вагу бурового обладнання, а також підвищити безпеку бурильного процесу, зменшити кількість рухомих елементів. Ця конструкція є значним внеском в удосконаленні існуючих бурильних інструментів і обладнання.

## Виникнення знакозмінних навантажень під час СПО
Знакозмінні навантаження під час спуско-підіймальних операцій (СПО) є однією з головних причин пошкоджень бурильних труб і скорочення їх терміну служби. Ці навантаження виникають через різноманітні механічні, технологічні та експлуатаційні фактори, які супроводжують процеси спуску та підйому бурильної колони. Розуміння причин їх виникнення є важливим для забезпечення надійності бурових робіт та мінімізації ризиків аварійних ситуацій.
Однією з головних причин виникнення знакозмінних навантажень є перекоси в елеваторі або в столі ротора під час проведення СПО. Елеватор — це важливий елемент бурового обладнання, який забезпечує утримання і переміщення бурильних труб під час їх підйому та спуску. Якщо елеватор працює з перекосом, наприклад, через нерівномірний натяг стропів або неправильне розташування бурильної труби в ньому, це створює додаткові навантаження на верхню частину бурильної колони. Через такий перекіс бурильні труби зазнають не тільки звичайних статичних навантажень, але й знакозмінних, які постійно змінюються з натягом та стисненням у різних частинах колони.
Іншою причиною є нерівномірне навантаження на бурильні труби, яке виникає через помилки в технології проведення СПО. Це може бути пов'язано з неправильним нарощуванням труб під час спуску або підйому бурильної колони. Наприклад, коли бурильні труби з'єднуються неправильно, виникає нерівномірний розподіл напружень по довжині колони, що провокує знакозмінні навантаження. Також, якщо під час підйому або спуску труби зазнають зміни в швидкості руху, це також може створити нерівномірні навантаження. Коливання швидкості руху бурильної колони, особливо при різких зупинках або прискореннях, призводять до зміни сили напружень у різних частинах труб, створюючи додаткові знакозмінні навантаження.
Важливим чинником є неправильний або нерівномірний розподіл навантаження на муфтові з'єднання бурильної колони. Муфтові з'єднання є слабкою ланкою в бурильній колоні, оскільки саме в цих точках відбувається найбільше навантаження під час СПО. Нерівномірне навантаження на муфти може виникати через недотримання технічних вимог при їх складанні або через дефекти у муфтових з'єднаннях. Це призводить до того, що частина бурильної колони зазнає більших навантажень, ніж інші її частини, що створює знакозмінні напруження. Особливо вразливою є верхня частина бурильної колони, де труби найбільш схильні до руйнівних впливів.
Динамічні коливання бурової установки також відіграють значну роль у виникненні знакозмінних навантажень. Під час роботи бурова установка зазнає постійних динамічних впливів через обертальний рух ротора, роботу талевої системи та переміщення бурильної колони. Ці коливання передаються на бурильні труби, викликаючи зміну напружень у них. Навіть незначні динамічні впливи можуть викликати коливання, які змінюють знак навантажень у різних частинах труб, особливо в тих місцях, де вони закріплені або піддаються тиску з боку свердловини. З часом ці динамічні коливання можуть призвести до утворення мікротріщин, що, своєю чергою, провокує розриви бурильної колони.
Тертя бурильної колони об стінки свердловини — ще одна важлива причина виникнення знакозмінних навантажень. Під час СПО бурильна колона не завжди рухається ідеально вертикально, особливо якщо свердловина має значний відхил від вертикалі або складну геометрію. У таких випадках труби можуть тертися об стінки свердловини, що створює додаткове навантаження на їх зовнішні стінки. Це тертя призводить до появи знакозмінних навантажень, які змінюються в залежності від місця контакту труби зі стінкою свердловини. Крім того, постійне тертя може спричинити зношування труб і появу мікротріщин у їхній структурі.
Окремим фактором є вплив зовнішніх умов на проведення спуско-підіймальних операцій. Наприклад, буріння в умовах високих температур, глибоких свердловин або агресивного середовища може сприяти збільшенню знакозмінних навантажень на бурильні труби. Високі температури можуть викликати розширення матеріалів, що призводить до зміни напружень у колонах. Агресивні флюїди або хімічні речовини в свердловині також можуть негативно впливати на матеріал бурильних труб, знижуючи їхню стійкість до знакозмінних навантажень.
Нарешті, людський фактор також може сприяти виникненню знакозмінних навантажень. Помилки оператора бурової установки під час проведення СПО, невідповідність технічних інструкцій або використання несправного обладнання можуть створювати додаткові навантаження на бурильні труби. Наприклад, занадто швидке переміщення труб або неправильне використання елеваторів може викликати перевантаження в окремих частинах колони і призвести до появи знакозмінних напружень.
Таким чином, знакозмінні навантаження під час спуско-підіймальних операцій виникають через сукупність багатьох факторів, включаючи конструкційні особливості бурильних труб, динамічні впливи бурової установки, нерівномірне навантаження на труби та муфтові з'єднання, тертя об стінки свердловини, а також помилки в експлуатації обладнання.

## Механізація і автоматизація спуско-підіймальних операцій
Див. також Свердловинні механізми для спуско-підіймальних операцій
За допомогою комплексу механізмів АСП механізуються і частково автоматизуються спуско-підіймальні операції в бурінні, що дозволяє на 30 — 40 % скоротити витрати часу на спуск і підйом бурильної колони і значно знизити їх трудомісткість. Механізми АСП дозволяють застосовувати бурильні труби діаметрами 89 — 140 мм і ОБТ діаметром до 178 мм.
Комплекс механізмів АСП складається із автоматичного елеватора, механізму захоплення свічки, механізму підйому свічки, механізму розстановки свічок, спеціального свічника і магазину, рухомого центратора і пульта управління. Комплекс може працювати тільки спільно з пневматичним стаціонарним буровим ключем типу АКБ, роторними пневмоклинами типу ПКР і спеціальним талевим блоком з центральним прохідним отвором для пропуску свічки. Керують механізмами комплексу АСП з трьох пультів:
1) з пульта бурильника — пневматичним клиновим захопленням;
2) з пульта управління — пневматичним ключем АКБ-3М2;
3) з пульта управління — командоапаратами електродвигунів для пересування візка і стріли механізму перенесення свічок, пневматичним циліндром механізму підйому свічок.
Автоматичний елеватор підвішений до талевого блоку на двох стропах і призначений для автоматичного захоплення і звільнення колони бурильних труб у процесі виконання спуско-підіймальних операцій. У корпусі автоматичного елеватора розміщені три гладкі клини, при сходженні яких елеватор підхоплює замок труби під його торець. Клини опускаються і піднімаються системою важелів, з'єднаних з роликами, які котяться по трубі або наїжджають на замок.
Для захоплення труби елеватор внутрішнім отвором опускається на замок. Підпружинені ролики, що знаходяться над елеватором зведені до його осі, а клини підняті в конічній розточці (розведені). Елеватор продовжує опускатися по трубі, ролики наїжджають на замок, розсуваються від осі і пов'язана з ними важільна система опускає клини в конічну розточку корпусу. Клини обхоплюють тіло труби і сприймають вагу бурильної колони, спираючись на торець замка.
Після посадки колони на роторні пневмоклини автоматичний елеватор починає рухатися вниз по трубі. Під дією ваги елеватора пружини важільного механізму стискаються і напрямні ролики розходяться в сторони. Клини розходяться і звільняють трубу, забезпечуючи вільний спуск елеватора.
Механізм захоплення свічки МЗС-4М призначений для захоплення й утримування свічки під час її перенесення від центру свердловини на свічник і назад. Він складається із захоплювального пристрою і каретки, яка кріпиться до стріли механізму розстановки свічок на свічник.
Захоплювальний пристрій складається з двох клинів, розміщених у корпусі. Труба захоплюється за гладку частину при включенні механізму підйому свічки, звільняється після установки її в магазині.
Механізм підйому свічки МПС застосовується при підйомі або спуску механізму захоплення зі свічкою в процесі спуско-підіймальних операцій. Він складається з вертикально закріпленого на основі вежі пневматичного циліндра подвійної дії. До штоку пневмоциліндра прикріплений канат, перекинутий через допоміжний шків кронблока. Другий кінець каната приєднаний до механізму захоплення свічки.
Механізм розстановки свічок призначений для перенесення відгвинченої і піднятої свічки від центру свердловини на свічник і назад із швидкістю 0,4 м/с. Механізм складається із рами, укріпленої на вежі на висоті близько 20 м від підлоги бурової, і візка з висувною стрілою, що рухається уздовж рами. Стріла скобою з'єднана з механізмом захоплення свічки. Привід візка і висувної стріли здійснюється двома електродвигунами змінного струму потужністю 3,5 кВт кожен.
Рухомий центратор переміщується по спеціальних направляючих канатах. Він утримує верхній кінець свічки при її згвинчуванні і розгвинчуванні у центрі свердловини і центрує талевий блок при його русі.
Свічник являє собою металоконструкцію, верхній майданчик якої поділений переділками на секції. Свічки при підйомі із свердловини одна за одною в строгому порядку установлюються по секціях свічника. У верхній частині свічки спираються на пальці, які розділяють магазин на секції.
Комплекс механізмів АСП при підйомі бурильної колони зі свердловини виконує операції у такому порядку (рис.).
I. Бурильна колона утримується в роторі пневматичним клиновим захопленням. Автоматичний елеватор 4 захопив чергову свічку 7. Талевий блок 3 опущений в крайнє нижнє положення. Ключ АКБ- 3М2 відведений від ротора. Механізм захоплення почав перенесення відгвинченої свічки на свічник.
II. Клини ПКР підняті. Талевий блок з автоматичним елеватором рухаються вгору, піднімаючи бурильну колону. Пневматичний ключ 5 відведений убік. Механізми захоплення і розстановки свічок 1, 2 продовжують переносити раніше відгвинчену свічку на свічник 6.
III. Механізм розстановки свічок установив свічку на свічник. Талевий блок продовжує підніматися. Пневматичне клинове захоплення і ключ АКБ залишаються в колишньому положенні.
IV. Талевий блок підняв бурильну колону на висоту однієї свічки і досяг верхнього положення. Пневмоклини затиснули колону в роторі. Механізм захоплення свічки повертається до центру свердловини.
V. Талевий блок з автоматичним елеватором почав опускатися вниз вздовж труби. Ключ АКБ-3М2 заведений на замок і починає розгвинчувати з'єднання. Талевий блок продовжує опускатися вниз.
VI. Центратор опустився разом з талевого блоком, зупинився на упорах його підвіски і центрує свічку, що відгвинчується ключем АКБ. Талевий блок з автоматичним елеватором продовжує опускатися. Механізм захоплення підведений до свічки, що відгвинчується.
VII. Талевий блок опустився в нижнє положення і елеватор захопив трубу за упорний торець муфти замка. Замок розгвинчений і ключ АКБ-3М2 відведений убік. Механізм захоплення і підйому свічок виводить відгвинчену свічку з талевого блока і центратора. Пневматичне роторне клинове захоплення розтискається і починається наступний цикл підйому колони на довжину черговий свічки.
Спуск бурильної колони проводиться у зворотній послідовності. Перераховані операції показують, що комплекс механізмів АСП дозволяє успішно поєднувати в часі окремі операції, чим досягається велика економія календарного часу, який витрачається на виконання спуско-підіймальних операцій.